# Michaił Łucenko
Michaił Nikołajewicz Łucenko (ros. Михаил Николаевич Луценко, ur. 1909 w Kazalińsku (obecnie Kazały), zm. w grudniu 1984 lub 1994 w Moskwie) – radziecki polityk, zastępca ministra gospodarki rolnej ZSRR (1950-1957).
Od 1927 agent ubezpieczeniowy, 1929-1932 studiował w Instytucie Zoologiczno-Weterynaryjnym w Ałma-Acie, 1932-1934 asystent katedry ekonomiki i organizacji gospodarki rolnej, zastępca dyrektora Instytutu Zoologiczno-Weterynaryjnego w Ałma-Acie, 1934-1941 starszy pracownik naukowy i zastępca dyrektora Instytutu Naukowo-Badawczego Ekonomiki Gospodarki Rolnej. Od 1941 w WKP(b), 1941-1943 szef Zarządu Hodowli Ludowego Komisariatu Rolnictwa Kazachskiej SRR, 1943-1945 zastępca kierownika Wydziału Hodowli KC Komunistycznej Partii (bolszewików) Kazachstanu, 1945-1950 I sekretarz Komitetu Obwodowego KP(b)K w Akmole (obecnie Astana). Od 7 lutego 1950 szef Głównego Zarządu Hodowli Ministerstwa Gospodarki Rolnej ZSRR i zarazem zastępca ministra gospodarki rolnej ZSRR, od 9 lipca 1957 do 6 grudnia 1961 minister gospodarki rolnej Białoruskiej SRR, 1964-1977 szef Głównego Zarządu Hodowli Ministerstwa Gospodarki Rolnej ZSRR, następnie na emeryturze. Deputowany do Rady Najwyższej ZSRR 5 kadencji.

## Odznaczenia
- Order Lenina
- Order Czerwonego Sztandaru Pracy
- Order „Znak Honoru”